# Ян Рогач Дубски
Ян Рогач Дубски (на чешки: Jan Roháč z Dubé) (ок. 1380 – 1437) е чешки хетман и предводител на хуситите-таборити. След смъртта на непобедимия Ян Жижка на 11 октомври 1424 г. оглавява фракцията на Сиротните, считани за най-радикалното формирование на Таборитите.
Радикален хусит, Ян отказва да сложи оръжие след загубата при Липан и се затваря с войниците си в своята твърдина Сион, близо до Кутна Хора. Там е обсаден, заловен и в крайна сметка обесен по заповед на Сигизмунд Люксембургски.